# Karel Jarůšek
Karel Jarůšek (* 2. prosince 1952 , Blansko) je český fotbalový funkcionář a politik (ODS), bývalý vrcholový fotbalista, v letech 2003–04 senátor za obvod č. 58 – Brno-město, a bývalý předseda představenstva FC Zbrojovka Brno. Proslavil se jako fotbalový reprezentant a trenér, jako ligový hráč získal v sezoně 1977/78 mistrovský titul se Zbrojovkou Brno pod vedením Josefa Masopusta.

## Osobní život
Spolu s rodiči a bratrem bydlel v Blansku a Rudici. V blanenském učilišti se vyučil strojním zámečníkem. V průběhu své hráčské kariéry odmaturoval na SEŠ v Brně. S manželkou Janou má syny Karla a Ondřeje a dcery Gabrielu a Jolanu.
Za rok 2018 získal ocenění Osobnost městské části Brno-sever v oblasti sportu.
Bydlí v Brně-Soběšicích.

## Fotbalová kariéra
Začínal jako útočník, ale stal se záložníkem. Nejdříve defenzivního, později ofenzivního zaměření, prošel kluby: TJ ČKD Blansko, TJ Zbrojovka Brno, VTJ Dukla Tábor, Panseraikos Serres (Řecko), SV Stockerau, FAC Vídeň a Wiener Neustadt (Rakousko). Po skončení aktivní fotbalové kariéry působil jako trenér mužstev: Stavo Artikel Brno, Drnovice, Opava a opět 1. FC Brno. Od jara 2012 trénoval třetiligový Slovan Rosice.
Od 28. srpna 2012 do 13. listopadu 2012 byl hlavním trenérem svého mateřského klubu FK Blansko, po podzimu vedoucího celku KP j. Moravy 2012/13. V dubnu 2013 se stal držitelem Ceny Václava Jíry za přínos našemu fotbalu. Na podzim 2014 se vrátil k trénování v divizním Blansku po odešedším trenérovi Ludevítu Grmelovi, který se stal trenérem Znojma. V sezoně 2016/17 se po dvouleté přestávce vrátil k trénování, vedl Moravskou Slavii Brno v nejvyšší jihomoravské soutěži. Od sezony 2017/18 je trenérem TJ Tatran Bohunice.
V první lize odehrál 236 zápasů, ve kterých vstřelil 51 branek, první z nich dal Ivu Viktorovi. Jeho největším úspěchem se stal zisk mistrovského titulu poháru se Zbrojovkou Brno v ročníku 1977/78. Mezi lety 1987–1996 hrál a později pracoval jako trenér v Rakousku. V letech 1976–1980 absolvoval také 15 reprezentačních zápasů, ve kterých vsítil jeden gól proti Itálii. Jeden start si připsal za B-mužstvo ČSSR a 6 startů za reprezentaci do 18 let.
Dne 8. 11. 2018 byl na zasedání VV Jihomoravského KFS ustanoven předsedou Komise rozhodčích a delegátů Jihomoravského KFS.

### Ligová bilance
V nejvyšší soutěži odehrál 236 utkání, vsítil 51 branku, ve druhé nejvyšší soutěži odehrál 42 utkání a vsítil 8 branek, vše za Zbrojovku Brno. Na vojně hrál za VTJ Tábor.
| Ročník                                   | Zápasy | Góly | Minuty | Klub                    |
| ---------------------------------------- | ------ | ---- | ------ | ----------------------- |
| 3. liga 1971/72                          | –      | –    | –      | VTJ Tábor               |
| 3. liga 1972/73                          | –      | –    | –      | VTJ Tábor               |
| 1. československá fotbalová liga 1973/74 | 14     | 1    | –      | TJ Zbrojovka Brno       |
| 1. československá fotbalová liga 1974/75 | 28     | 3    | –      | TJ Zbrojovka Brno       |
| 1. československá fotbalová liga 1975/76 | 14     | 1    | –      | TJ Zbrojovka Brno       |
| 1. československá fotbalová liga 1976/77 | 30     | 5    | –      | TJ Zbrojovka Brno       |
| 1. československá fotbalová liga 1977/78 | 26     | 7    | –      | TJ Zbrojovka Brno       |
| 1. československá fotbalová liga 1978/79 | 22     | 7    | –      | TJ Zbrojovka Brno       |
| 1. československá fotbalová liga 1979/80 | 28     | 10   | –      | TJ Zbrojovka Brno       |
| 1. československá fotbalová liga 1980/81 | 18     | 5    | –      | TJ Zbrojovka Brno       |
| 1. československá fotbalová liga 1981/82 | 29     | 3    | –      | TJ Zbrojovka Brno       |
| 1. československá fotbalová liga 1982/83 | 27     | 9    | –      | TJ Zbrojovka Brno       |
| 1. ČNL 1983/84                           | 20     | 1    | –      | TJ Zbrojovka Brno       |
| 1. ČNL 1984/85                           | 22     | 7    | –      | TJ Zbrojovka Brno       |
| Řecká liga 1985/86                       | 28     | 2    | –      | PAE Panserraikos Sérres |
| CELKEM 1. LIGA ČSSR                      | 236    | 51   | –      |                         |
| CELKEM 1. LIGA Řecko                     | 28     | 2    | –      |                         |
| CELKEM 2. LIGA ČSSR                      | 42     | 8    | –      |                         |

## Politická kariéra
Ve doplňovacích volbách 2003, které se konaly po jmenování Dagmar Lastovecké ústavní soudkyní, se stal členem horní komory českého parlamentu, když v obou kolech porazil křesťanského demokrata Rostislava Slavotínka. V senátu zasedal ve Výboru pro evropskou integraci. V řádných volbách 2004 opět svedl souboj se Slavotínkem, a přestože první kolo vyhrál v poměru 32,87 % ku 22,06 % hlasů, tak ve druhém kole obdržel jen 47,22 % hlasů a post neobhájil.
Ve volbách do Poslanecké sněmovny 2010 kandidoval na listině ODS v Jihomoravském kraji, ale nebyl zvolen. Téhož roku rovněž neúspěšně kandidoval do senátu za obvod č. 49 – Blansko, když se ziskem 13,31 % hlasů v 1. kole obsadil 3. místo.